# Agostino Sottili
Agostino Sottili (* 28. August 1939 in Monticelli d’Ongina; † 14. September 2004 in Turin) war ein italienischer Philologe und Romanist, spezialisiert auf den Humanismus des 15. Jahrhunderts (Quattrocento) und Petrarca.
Agostino Sottili stammte aus einer stark im Katholizismus verwurzelten Familie.  Seit 1958 studierte er an der Università Cattolica del Sacro Cuore in Mailand die Fächer Klassische Philologie und Romanistik. Sein akademischer Lehrer Giuseppe Billanovich konnte ihn für die Humanismusforschung begeistern.  Auf Rat von Billanovich ging er 1963 nach Köln. Dort verbrachte er zwölf Jahre. Er gründete in Köln eine Familie. Zunächst war er als Lektor für Italienisch tätig und wurde Sekretär am Petrarca-Institut. In Köln wurde er im November 1968 promoviert. Bei Fritz Schalk an der Universität zu Köln habilitierte er sich 1970 im Fach Klassische Philologie. 1971 wurde er außerplanmäßiger Professor für italienische Philologie in Köln und 1975 Professor für mittelalterliche und humanistische Philologie an der Universität Turin. Im Jahr 1994 wurde er Professor für lateinische Philologie an der Università Cattolica di Milano und übernahm den Lehrstuhl seines Lehrers Billanovich. In Turin verstarb er im September 2004 nach einer Herzoperation.
Er befasste sich intensiv mit Handschriften zu Petrarca in deutschen Bibliotheken (Gegenstand seiner Dissertation) und verfasste darüber Monographien. Weiter befasste er sich mit deutsch-italienischem Gelehrtenaustausch im Quattrocento und Geschichte der Universitäten Pavia, Padua und Ferrara.
Sottili legte über 350 Veröffentlichungen vor. Sottili publizierte sowohl in Deutsch als auch in Italienisch, unterstützte durch Rezensionen (unter anderem in Romanische Forschungen und Aevum (Mailand)) den wissenschaftlichen Austausch auf seinem Fachgebiet zwischen Italien und Deutschland und war regelmäßiger Teilnehmer am Wolfenbütteler Arbeitskreis für Renaissanceforschung. Sottili war langjähriges Mitglied der Willibald-Pirckheimer-Gesellschaft.

## Schriften (Auswahl)
Ein Schriftenverzeichnis erschien in Fabio Forner, Carla Maria Monti, Paul Gerhard Schmidt (Hrsg.): Margarita amicorum. Studi di cultura europea per Agostino Sottili (= Bibliotheca erudita. Studi e documenti di storia e filologia. 26). Bd. 1, Mailand 2005, ISBN 88-343-1059-4, S. XXVII–LXX.
Monographien
- Scritti petrarcheschi (= Studi sul Petrarca. 44). A cura di Fabio Della Schiava, Angelo de Patto, Carla Maria Monti. Editrice Antenore, Rom u. a. 2015, ISBN 978-88-8455-693-6.
- Humanismus und Universitätsbesuch. Die Wirkung italienischer Universitäten auf die Studia Humanitatis nördlich der Alpen. = Renaissance humanism and university studies. Italian universities and their influence on the Studia Humanitatis in Northern Europe (= Education and society in the Middle Ages and Renaissance. 26). Brill, Leiden u. a. 2006, ISBN 90-04-15334-9.
- Università e cultura. Studi sui rapporti italo-tedeschi nell'età dell'Umanesimo (= Bibliotheca eruditorum. 5). Keip, Goldbach 1993, ISBN 3-8051-0204-6.
- I codici del Petrarca nella Germania occidentale. In: Italia medioevale e umanistica. Bd. 10, 1967, ISSN 0391-7495, S. 412–491; Bd. 11, 1968, S. 346–448; Bd. 12, 1969, S. 336–476; 13, 1970, S. 281–467; Bd. 14, 1971, S. 314–402; Bd. 15, 1972, S. 362–423; Bd. 18, 1975, S. 1–72; Bd. 19, 1976, S. 430–492; Bd. 20, 1977, S. 414–949 (Register); (Die Sonderabdrucke aus Band 10, 1967, und Band 11, 1968, bilden gemeinsam: Köln, Universität, Dissertation, vom 30. September 1969).
- Studenti tedeschi e umanesimo italiano nell' università di Padova durante il Quattrocento. Band 1: Pietro Del Monte nella societa accademica padovana (1430–1433) (= Contributi alla storia dell'Università di Padova. 7, ZDB-ID 1112182-8). Antenore, Padua 1971.

Herausgeberschaften
- Lauree pavesi nella seconda metà del '400 (= Fonti e studi per la storia dell'Università di Pavia. 25, 29). Cisalpino, Bologna u. a. 1995–1998;
  - Band 1: 1450–1475. 1995, ISBN 88-205-0771-4;
  - Band 2: 1476–1490. 1998, ISBN 88-323-4568-4.
- Documenti per la storia dell'Università di Pavia nella seconda metà del '400 (= Fonti e studi per la storia dell'Università di Pavia. 21, 38). 2 Bände. Cisalpino, Bologna 1994–2002; 
  - Band 1: 1450–1455. 1994, ISBN 88-205-0746-3;
  - mit Paolo Rosso: Band 2: 1456–1460. 2002, ISBN 88-323-4620-6.